# 325년

## 연호
- 동진(東晉) 태녕(太寧) 3년
- 성한(成漢) 옥형(玉衡) 15년
- 전조(前趙) 광초(光初) 8년
- 전량(前凉) 건흥(建興) 13년

## 기년
- 동진(東晉) 명제(明帝) 3년
- 신라(新羅) 흘해 이사금(訖解泥師今) 16년
- 고구려(高句麗) 미천왕(美川王) 26년
- 백제(百濟) 비류왕(比流王) 22년

## 사건
- 로마 제국 니케아에서 제1차 니케아 공의회 개최.

## 탄생
- 왕맹 - 오호십육국 시대 전진의 명재상